# Олаф Любке
Олаф Любке (нім. Olaf Lübcke; 27 серпня 1919, Оснабрюк — 5 лютого 1979, Оснабрюк) — німецький офіцер-підводник, капітан-лейтенант крігсмаріне.

## Біографія
9 жовтня 1937 року взятий на флот. Після проходження навчання 1 грудня 1939 року відряджений в морську авіацію, до 31 липня 1940 року пройшов підготовку авіаційного спостерігача, потім служив в додатковій ескадрильї бортової авіації «Аальборг». З 28 січня по 27 березня 1941 року — спостерігач 1-ї ескадрильї 196-ї групи бортової авіації на важкому крейсері «Адмірал Гіппер», потім служив в додатковій ескадрильї бортової авіації «Камп». З 16 червня по 3 липня 1941, з 13 серпня по 31 жовтня 1942 і з 11 грудня 1942 по 27 червня 1943 року — спостерігач 1-ї ескадрильї 196-ї групи бортової авіації на лінкорі «Шарнгорст».
З 5 липня по 27 грудня 1943 року пройшов курс підводника, з 28 грудня 1943 по 15 січня 1944 року — курс кермування, 16-31 січня — курс позиціонування (радіовимірювання), З 1 лютого по 26 березня — курс командира підводного човна, після чого був направлений на будівництво підводного човна U-826. З 11 травня 1944 року — командир U-826. 9 березня 1945 року вийшов у свій перший і останній похід. 11 травня 1945 року здався британським військам в Лох-Еріболл.

## Звання
- Кандидат в офіцери (9 жовтня 1937)
- Морський кадет (28 червня 1938)
- Фенріх-цур-зее (1 квітня 1939)
- Оберфенріх-цур-зее (1 березня 1940)
- Лейтенант-цур-зее (1 травня 1940)
- Оберлейтенант-цур-зее (1 квітня 1942)
- Капітан-лейтенант (1 січня 1945)

## Нагороди
- Нагрудний знак спостерігача (листопад 1940)
- Залізний хрест 2-го класу (березень 1941)
- Авіаційна планка розвідника в бронзі (17 липня 1941)
- Нагрудний знак флоту (9 листопада 1941)